# Mail (prostranství)

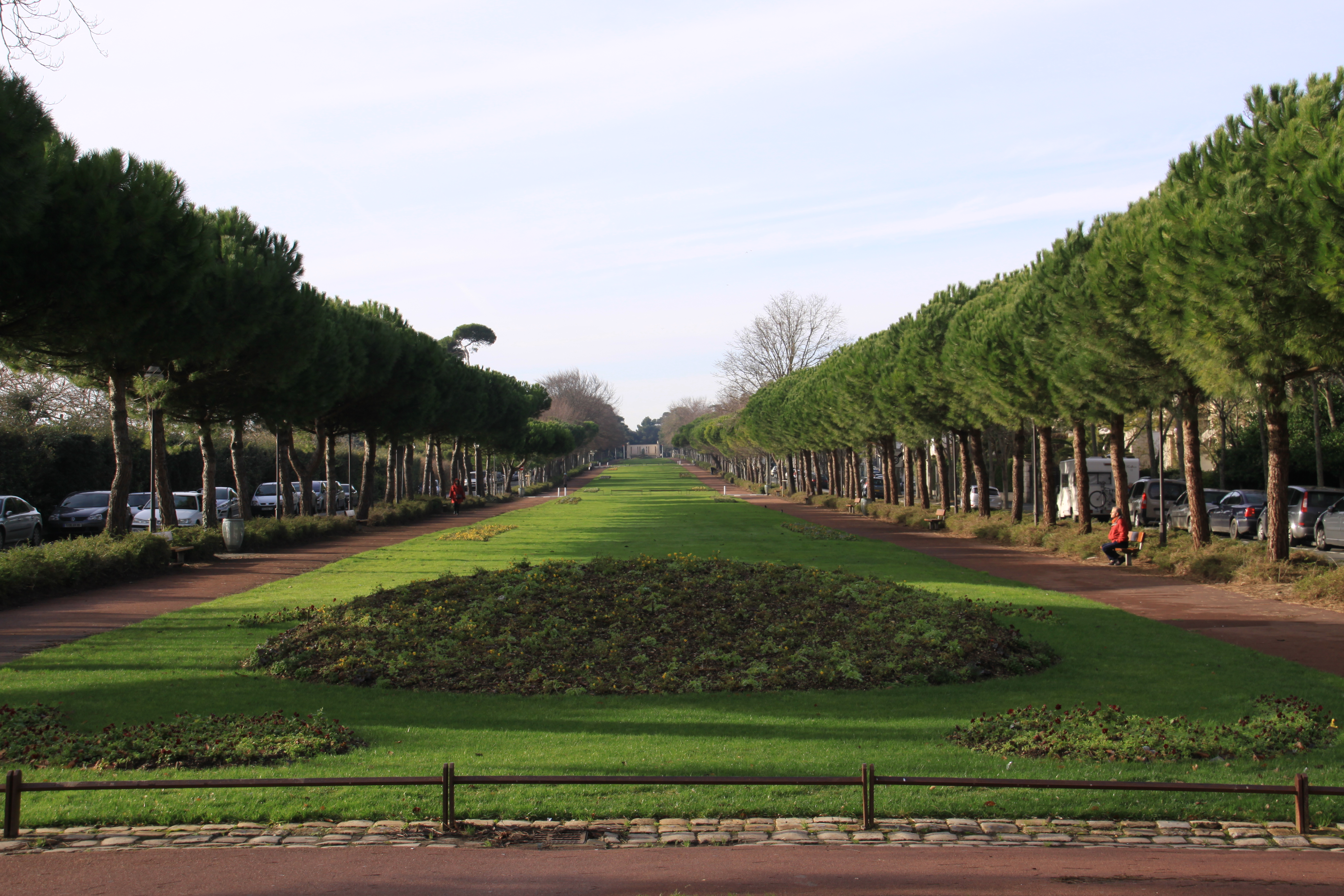
Mail v La Rochelle

Mail je ve frankofonních zemích označení pro ulici s parkovou úpravou, která je určená především pro pěší. Obvykle se jedná o širokou cestu s trávníkem uprostřed, osázenou po stranách stromořadím a doplněnou chodníky. Někdy jsou tyto promenády na místě bývalých městských hradeb.
Výraz pochází přeneseně z označení pro upravený terén určený ke hře jeu de quilles au maillet, což je tradiční gaskoňská hra, při které se dřevěné koule posunují pomocí palice nazývané rovněž mail. Slovo pochází z latinského malleus (kladivo).